# Allan Johansson (ämbetsman)
Erik Allan Johansson, född 4 juni 1930 i Backaryds församling, Blekinge län, död 14 november 2016, var en svensk ämbetsman.
Johansson, som var son till lantbrukare Ernst Johansson och Emma Magnusson, avlade studentexamen i Växjö 1950 och blev politices magister i Lund 1955. Han var amanuens i Riksrevisionsverket 1956, statskontoret 1957, i ecklesiastikdepartementet 1958, kanslisekreterare där 1960, förste kanslisekreterare 1961, budgetsekreterare 1962, byråchef i jordbruksdepartementet 1964, kansliråd där 1965, departementsråd 1968, länsråd i Kristianstads län 1972–1985 och landshövdingens ställföreträdare 1976–1985, tillförordnad landshövding i Kristianstads län 1985, länsråd och landshövdingens ställföreträdare i Kronobergs län 1985–1986, generaldirektör för Lantbruksstyrelsen 1986–1989, länsråd och landshövdingens ställföreträdare i Kristianstads län 1989–1991.
Johansson var ledamot av 1964 års naturresursutredning, miljökontrollutredningen, miljövårdsberedningen 1968–1977 och 1983–1986, 1970 års kommitté för omorganisation av länsstyrelserna, nordiska samarbetsdelegationen för miljövård 1970–1972 och 1976–1985, svensk-danska förhandlingsdelegationen rörande föroreningar i Öresund, ordförande i miljöforskningsutredningen, ledamot av naturvårdsverkets naturvårdsråd, sekreterare och expert i ett flertal statliga utredningar, ordförande för statens utsädeskontroll 1974–1986, Kristianstads läns befälsutbildningsförbund 1977–1983, sakkunnig i kemikommissionen 1983–1985, ledamot i Svensk laboratorietjänst 1983–1986, utredare av fiskeriadministrationen 1984, utredare av naturvårdsförvaltningen 1986, ordförande i samefonden 1986–1989, 1991 års bostadsförmedlingsutredning 1991–1992. Han utgav De handelsanställdas löner och förmåner (1955).